# Bataille de Makryplági
Guerres byzantino-latines
Batailles
- Constantinople (1203)
- Constantinople (1204)
- Oliveraie de Kountouras (1205)
- Poimanenon (1224)
- Constantinople (1235)
- Pélagonia (1259)
- Constantinople (1260)
- Constantinople (1261)
- Prinitza (1263)
- Settepozzi (1263)
- Makryplági
- Néopatras
- Démétrias
- Campagnes de Licario
- Pharsale (1277)
- Berat (1280-81)
- Rhodes (1306-1310)
- îles Échinades (1427)

La bataille de Makryplági se déroule vers 1263-1264 entre l'Empire byzantin et la principauté d'Achaïe. Les Byzantins, affaiblis et démoralisés par la défection de nombreux mercenaires turcs passés au service de leur adversaire, essuient une lourde défaite qui, avec la défaite de Prinitza l'année précédente sonne le glas de la tentative de reconquête de la Morée.

## Prélude
À la suite de la bataille de Pélagonia en 1259, l'empereur byzantin Michel VIII Paléologue s'empare de plusieurs forteresses dans le sud du Péloponnèse (la Morée). Elles sont cédées par le prince d'Achaïe Guillaume II de Villehardouin en échange de sa liberté,,,. En outre, Guillaume fait un serment de vassalité envers Michel mais une fois de retour en Morée, il renonce à son serment et négocie avec le pape et d'autres puissances latines dans l'espoir de susciter une alliance contre les Byzantins,.
La guerre éclate à la fin de l'année 1262 ou en 1263 quand Michel envoie une expédition en Morée. Son armée, principalement composée de mercenaires turcs et de troupes grecques d'Asie Mineure, est dirigée par son demi-frère, le sébastocrator Constantin Paléologue,. Constantin obtient plusieurs succès initiaux, il prend ainsi le contrôle de la Laconie et avance vers le nord en direction d'Andravida, la capitale de la principauté latine. Toutefois, il est défait par une petite armée latine à la bataille de Prinitza et son armée est dispersée,.

## Escarmouche de Mesiskli et siège de Nikli
Au début de l'année 1263 ou 1264, Constantin se résout à reprendre l'offensive avec l'objectif final de soumettre la principauté d'Achaïe. Il rassemble ses troupes et pénètre dans le territoire latin. Il avance jusqu'à Sergiana dans le nord de l'Élide et établit son camp près de la localité de Saint-Nicolas de Mesiskli,. Guillaume vient alors à sa rencontre avec ses troupes et positionne celles-ci pour la bataille. Selon la Chronique de Morée, le chef de l'avant-garde byzantine, le megas konostaulos Michel Cantacuzène se détache des lignes byzantines mais son cheval trébuche et Michel est tué par les Francs. Perturbé par la mort de son lieutenant, Constantin bat en retraite et décide d'assiéger la forteresse de Nikli.
Toutefois, les mercenaires turcs (plus de 1 000 cavaliers) dirigés par Melik et Shalik s'opposent à Constantin et demandent le paiement de leurs arriérés de six mois. Irrité par leur demande et agacé par son manque de succès, le sébastocrator refuse. Les deux chefs turcs décident alors d'offrir leurs services à Guillaume. Cette défection atteint grandement le moral des Byzantins. Constantin, feignant la maladie, décide de lever le siège et de partir de la Morée pour rejoindre Constantinople. Il laisse le commandement au grand domestique Alexis Philès et au parakimomène Jean Makrénos,.

## La bataille et ses conséquences
Philès prend alors le contrôle de l'armée et marche en direction de la Messénie où il occupe la passe de Makryplági située près du château de Gardiki, à la frontière entre la Messénie et le centre du Péloponnèse. Guillaume qui bénéficie du renfort turc possède alors une armée supérieure. Il marche lui aussi en direction de la Messénie pour défendre la province fertile. L'armée achéenne attaque les Byzantins malgré la solidité des positions de ces derniers. Les deux premières attaques sont repoussées mais la troisième attaque dirigée par Ancelin de Toucy perce les lignes byzantines. L'armée byzantine s'enfuit alors de façon désordonnée,.
La déroute byzantine est complète et les généraux Philès, Makrenos et Alexis Kaballarios ainsi que de nombreux nobles grecs sont faits prisonniers,. Les prisonniers sont amenés devant Guillaume à Veligostí. Une conversation se déroule alors entre le prince d'Achaïe et Philès qui illustre les positions respectives des Grecs et des Latins. En effet, Guillaume voit dans cette défaite une punition de Dieu pour le non-respect par Michel de son serment. Philès rétorque que « la Morée appartient à l'Empire des Romains et est l'héritage propre de l'empereur. C'est vous qui avez rompu le serment envers votre seigneur ».
Guillaume se dirige ensuite vers le sud et la forteresse byzantine de Mistra. Il ne parvient pas à prendre le fort mais repeuple et refortifie la vieille cité de Sparte avant de piller la province environnante et de se replier à Nikli. En dépit de ces succès qui empêchent les Byzantins de conquérir rapidement la principauté, les ressources de celles-ci sont vides. Les combats réguliers ont dévasté et dépeuplé la région. Le conflit dégénère alors en escarmouches des deux côtés avant de s'arrêter complètement. Des négociations sont entreprises dans lesquelles Michel VIII propose de marier son fils et héritier Andronic II Paléologue à la fille et héritière de Guillaume, Isabelle. Toutefois, les barons achéens s'opposent à cette union,,. Dans les années suivantes, Guillaume cherche l'aide et la protection de Charles d'Anjou et en devient le vassal à la suite du traité de Viterbe. Les Byzantins doivent alors faire face à la menace angevine et se désintéressent de la Morée. Guillaume parvient à écarter le danger d'une offensive byzantine à grande échelle. Il s'ensuit une longue période de paix ponctuée de troubles internes qui permettent aux Byzantins de reprendre la reconquête progressive de la péninsule au début du XIVe siècle,.

## Sources
- (en) Mark C. Bartusis, The Late Byzantine Army : Arms and Society, 1204-1453, Voir en ligne, Philadelphie, Pennsylvania : Université of Pennsylvania Press, 1997, 438 p. (ISBN 0-8122-1620-2, présentation en ligne).
- (en) Nicholas Hooper et Matthew Bennett, The Cambridge Illustrated Atlas of Warfare : The Middle Ages, 768-1487, Cambridge/New York/Melbourne, Cambridge University Press, 1996, 192 p. (ISBN 0-521-44049-1).
- (en) Deno John Geanakoplos, Emperor Michael Palaeologus and the West, 1258-1282 - A Study in Byzantine-Latin Relations, Voir en ligne, Harvard University Press, 1959.
- Donald MacGillivray Nicol, The Last Centuries of Byzantium, 1261–1453, Cambridge University Press, 1993.   (traduction en français : Donald MacGillivray Nicol (trad. de l'anglais par Hugues Defrance), Les derniers siècles de Byzance, 1261-1453, Paris, Texto, 2008, 530 p. (ISBN 978-2-84734-527-8)
- (en) Jean Longnon, « The Frankish States in Greece, 1204–1311 », dans Kenneth M. Setton, Robert Lee Wolff, Harry W. Hazard (éd.), A History of the Crusades volume II : the Later Crusades, 1189-1311, University of Wisconsin Press, 1969 (ISBN 0299048446).